# Дробот, Мария Вячеславовна
Мария Вячеславовна Дробот (22 марта 1984) — российская футболистка, нападающая.

## Биография
Вошла в первый состав клуба «Надежда» (Ногинск), созданного в 2001 году. В первой официальной игре команды в рамках первого дивизиона России, 24 июня 2001 года против «Есении» из Рыбного (11:1) забила 4 гола. С 2002 года со своим клубом выступала в высшей лиге. Бронзовый призёр чемпионата России 2005 года. В 2003 году стала победительницей международного турнира «Дружба-2003», забив 4 гола в 3 матчах. Всего за ногинский клуб сыграла 58 матчей и забила 26 голов.
В 2002 году стала победительницей первенства России среди девушек до 19 лет в составе команды «Центр-2», составленной на базе «Надежды». Выступала за молодёжную сборную России.
В 2006 году перешла в тольяттинскую «Ладу» и провела один сезон в высшей лиге. После того, как клуб лишился профессионального статуса, спортсменка продолжала выступать за него. В 2007 году стала победительницей финального турнира второго дивизиона, в финальном матче против «Кузбасса» (2:0) забила оба гола. По состоянию на 2011 год играла за команду «Чайка» (Юбилейный) на уровне чемпионата Московской области.